# Thomas Sexton (Radsportler)
Thomas Sexton (* 19. November 1998 in Invercargill), auch kurz Tom genannt, ist ein neuseeländischer Radrennfahrer, der auf Bahn und Straße aktiv ist.

## Sportlicher Werdegang
Sexton begann seine Karriere im Bahnradsport. Als Junior zeichnete er sich mit mehreren Titeln und Medaillen bei Landesmeisterschaften und Ozeanien-Meisterschaften aus. Höhepunkt seiner Juniorenzeit war der Weltmeistertitel in der Mannschaftsverfolgung bei den Junioren-Weltmeisterschaften 2016 in Aigle, wo die neuseeländische Mannschaft mit Thomas Sexton, Campbell Stewart, Jared Gray und Connor Brown einen neuen Junioren-Weltrekord in 4:01,409 min aufstellte.
In der Elite machte er sich mit zahlreichen Erfolgen einen Namen. Titel holte er vor allem in den Team-Wettbewerben, Mannschaftsverfolgung, Madison und Teamsprint, wo er bis Anfang 2024 mit wechselnden Partnern fünf Weltcup-Siege (2017–2019), ebenso viele Ozeanien-Meistertitel (2018–2024), acht neuseeländische Meisterschaften (2017–2024) sowie einen Sieg bei den Commonwealth Games  holte. Seine wichtigsten individuellen Erfolge waren der neuseeländische Meistertitel in der Einerverfolgung (2022), die Silbermedaille in der Einerverfolgung bei den Commonwealth Games 2022 sowie die Bronzemedaille im Scratch bei den Weltmeisterschaften 2023. Hatte Sexton bei den Olympischen Spielen von Tokio noch zur neuseeländischen Reserve gehört, war er 2024 Mitglied des Teams, das in der Mannschaftsverfolgung den fünften Platz belegte.
Im Straßenradsport fuhr er mit Bolton Equities Black Spoke zahlreiche kleinere Rennen in Europa, wobei er 2022 den Prolog der Rumänien-Rundfahrt gewann. 2023 wurde er Ozeanienmeister im Einzelzeitfahren, dazu holte er 2022 und 2023 weitere Medaillen bei ozeanischen Meisterschaften. Er vertrat Neuseeland im Einzelzeitfahren bei den Straßenradsport-Weltmeisterschaften 2023 und belegte den 29. Platz. Nachdem sein Team Ende 2023 den Betrieb eingestellt hatte, verdingte er sich 2024 bei St George, einem australischen UCI Continental Team. 

## Erfolge

### Bahn
2014
 Ozeanien-Meisterschaften 2015 – Punktefahren, Mannschaftsverfolgung (Junioren; mit Max Jones, Lachlan McGregor und Campbell Stewart)
2015
 Neuseeländischer Meister – Teamsprint (Junioren; mit Hamish Beadle und Bradly Knipe)
 Ozeanien-Meister 2016 – Mannschaftsverfolgung (Junioren; mit Connor Brown, Hugo Jones und Joshua Scott)
 Ozeanien-Meisterschaften 2016 – Omnium (Junioren)
 Ozeanien-Meisterschaften 2016 – Madison (Elite; mit Luke Mudgway)
2016
 Weltmeister – Mannschaftsverfolgung (Junioren; mit Campbell Stewart, Jared Gray und Connor Brown)
 Weltmeisterschaften – Madison (Junioren; mit Campbell Stewart)
 Ozeanien-Meisterschaften 2017 – Mannschaftsverfolgung (mit Hugo Jones, Jared Gray und Nick Kergozou)
 Ozeanien-Meisterschaften 2017 – Madison (mit Regan Gough)
2017
 Neuseeländischer Meister – Mannschaftsverfolgung (mit Joshua Haggerty, Nick Kergozou und Anton O’Connell)
 Weltcup in Milton – Mannschaftsverfolgung (mit Campbell Stewart, Jared Gray und Nick Kergozou)
 Weltcup in Santiago de Chile – Mannschaftsverfolgung (mit Campbell Stewart, Jared Gray, Nick Kergozou und Harry Waine)
 Weltcup in Santiago de Chile – Madison (mit Campbell Stewart)
 Ozeanien-Meister 2018 – Madison (mit Campbell Stewart)
2018
 Ozeanien-Meister 2019 – Mannschaftsverfolgung (mit Aaron Wyllie, Sam Dobbs und Harry Waine)
 Ozeanien-Meisterschaften 2019 – Madison (mit Aaron Wyllie)
2019
 Weltcup in Cambridge – Mannschaftsverfolgung (mit Regan Gough, Campbell Stewart, Jordan Kerby und Nick Kergozou)
 Weltcup in Hongkong – Madison (mit Campbell Stewart)
 Neuseeländischer Meister – Mannschaftsverfolgung (mit Edward Dawkins, Nick Kergozou und Corbin Strong)
 Ozeanien-Meisterschaften 2020  – Madison (mit Campbell Stewart)
 Weltmeisterschaften  – Scratch
2020
 Neuseeländischer Meister – Madison (mit Laurence Pithie), Teamsprint (mit Nick Kergozou und Conor Shearing)
2021
 Neuseeländischer Meister 2021 – Mannschaftsverfolgung (mit Hamish Keast, Nick Kergozou und Corbin Strong)
 Neuseeländischer Meister 2022 – Madison (mit Regan Gough)
2022
 Neuseeländischer Meister – Einerverfolgung
 Commonwealth Games – Mannschaftsverfolgung (mit Aaron Gate, Campbell Stewart, Jordan Kerby und Nick Kergozou)
 Commonwealth Games – Einerverfolgung
 Ozeanien-Meisterschaften – Punktefahren, Madison (mit Aaron Gate), Mannschaftsverfolgung (mit Nick Kergozou, Daniel Bridgwater, Keegan Hornblow und George Jackson)
 Neuseeländischer Meister 2023 – Madison (mit Campbell Stewart)
2023
 Ozeanien-Meister – Madison (mit George Jackson)
 Ozeanien-Meisterschaften – Ausscheidungsfahren, Omnium, Punktefahren, Einerverfolgung
 Weltmeisterschaften – Mannschaftsverfolgung (mit Aaron Gate, Campbell Stewart und Nick Kergozou)
2024
 Ozeanien-Meister – Madison (mit Aaron Gate), Mannschaftsverfolgung (mit Daniel Bridgwater, Keegan Hornblow und George Jackson)
 Neuseeländischer Meister – Mannschaftsverfolgung (mit Aaron Gate, George Jackson und Keegan Hornblow)
2025
 Ozeanien-Meister – Einerverfolgung, Punktefahren, Madison (mit Campbell Stewart)
 Ozeanien-Meisterschaften – Omnium, Mannschaftsverfolgung (mit Kyle Aitken, Ben Oliver, Marshall Erwood und Mitchel Fitzsimmons)

### Straße
2022
Prolog Rumänien-Rundfahrt
 Ozeanienmeisterschaften – Einzelzeitfahren, Straßenrennen
2023
 Ozeanienmeister – Einzelzeitfahren
 Ozeanienmeisterschaften – Straßenrennen